# Crembreux
Le Crembreux est une rivière du département Pas-de-Calais, en région Hauts-de-France, et un affluent du fleuve la Slack qu'il rejoint à Marquise.

## Géographie
De 13,3 km de long

### Communes et cantons traversés
Il traverse les six communes suivantes de Ferques, Fiennes, Hardinghen, Marquise, Réty, Rinxent.

### Bassin versant
Le Crembreux traverse une seule zone hydrographique « Slack » (E510).

### Organisme gestionnaire
L'organisme gestionnaire est le SYMSAGEB ou Syndicat mixte pour le schéma d’aménagement et de gestion des eaux du Boulonnais, sis à Saint-Léonard, est devenu un EPTB, le 14 février 2012.

## Affluents
Le Crembreux a quatre tronçons affluents référencés, tous de rang de Strahler un et de deux kilomètres de longueur :
- les Broustats (rd), 2 km sur les deux communes de Ferques (source) et Réty (confluence).
- le Pire Aller (rg), 2 km sur les deux communes de Hardinghen (source) et Fiennes (confluence).
- le Château (rg), 2 km sur les deux communes de Hardinghen (source) et Fiennes (confluence).
- le Courtil Boujon (rg), 2 km sur la seule commune de Fiennes (source et confluence).

### Rang de Strahler
Donc le rang de Strahler du Crembreux est de deux.

## Hydrologie
Son régime hydrologique est dit pluvial océanique.